# Gy (Górna Saona)
Gy – miejscowość i gmina we Francji, w regionie Burgundia-Franche-Comté, w departamencie Górna Saona.
Według danych na rok 1990 gminę zamieszkiwały 943 osoby, a gęstość zaludnienia wynosiła 38 osób/km² (wśród 1786 gmin Franche-Comté Gy plasuje się na 176. miejscu pod względem liczby ludności, natomiast pod względem powierzchni na miejscu 65.).